# Duits voetbalkampioenschap 1962/63
Het seizoen 1962/63 was het 54e seizoen om het Duitse voetbalkampioenschap ingericht door de DFB.
Het werd het laatste seizoen om het landskampioenschap met een eindronde waaraan de kampioenen en nummers twee van de Oberligas deelnamen. Vanaf het seizoen 1963/64 ging de Bundesliga als nationale overkoepelende competitie van start.
Van de negen deelnemende clubs aan de eindronde speelden eerst twee clubs een kwalificatieronde om een startplaats voor de groepswedstrijden. De acht gekwalificeerde teams voor deze groepswedstrijden speelden in twee groepen van vier clubs een volledige competitie. De beide winnaars speelden de finalewedstrijd op 29 juni 1963 in het Neckarstadion in Stuttgart.

## Deelnemers
| Liga               | #1                   | #2                   |
| ------------------ | -------------------- | -------------------- |
| Oberliga Nord      | Hamburger SV         | SV Werder Bremen     |
| Oberliga West      | 1. FC Köln           | Borussia Dortmund    |
| Oberliga Südwest   | 1. FC Kaiserslautern | Borussia Neunkirchen |
| Oberliga Süd       | TSV 1860 München     | 1. FC Nürnberg       |
| Berliner Stadtliga | Hertha BSC           |                      |

## Eindronde

### Kwalificatieronde
De wedstrijd werd gespeeld op 18 mei 1963.
| plaats       | winnaar        | uitslag | verliezer        |
| ------------ | -------------- | ------- | ---------------- |
| Ludwigshafen | 1. FC Nürnberg | 2-1     | SV Werder Bremen |

winnaar naar groepswedstrijden

### Groep 1
| datum | thuisclub            | uitslag | uitclub              |
| ----- | -------------------- | ------- | -------------------- |
| 25-05 | 1. FC Nürnberg       | 3-3     | 1. FC Köln           |
| 25-05 | 1. FC Kaiserslautern | 1-1     | Hertha BSC           |
| 29-05 | 1. FC Köln           | 8-2     | 1. FC Kaiserslautern |
| 29-05 | Hertha BSC           | 0-2     | 1. FC Nürnberg       |
| 01-06 | Hertha BSC           | 3-6     | 1. FC Köln           |
| 01-06 | 1. FC Kaiserslautern | 2-2     | 1. FC Nürnberg       |
| 08-06 | 1. FC Köln           | 5-1     | Hertha BSC           |
| 08-06 | 1. FC Nürnberg       | 5-1     | 1. FC Kaiserslautern |
| 15-06 | 1. FC Nürnberg       | 5-0     | Hertha BSC           |
| 15-06 | 1. FC Kaiserslautern | 1-1     | 1. FC Köln           |
| 18-06 | 1. FC Köln           | 6-2     | 1. FC Nürnberg       |
| 18-06 | Hertha BSC           | 3-0     | 1. FC Kaiserslautern |

| Plaats | Club                 | Wed. | W | G | V | Saldo | Ptn.  |
| ------ | -------------------- | ---- | - | - | - | ----- | ----- |
| 1.     | 1. FC Köln           | 6    | 4 | 2 | 0 | 29:12 | 10:02 |
| 2.     | 1. FC Nürnberg       | 6    | 3 | 2 | 1 | 19:12 | 08:04 |
| 3.     | Hertha BSC           | 6    | 1 | 1 | 4 | 08:19 | 03:09 |
| 4.     | 1. FC Kaiserslautern | 6    | 0 | 3 | 3 | 07:20 | 03:09 |

|  | Geplaatst voor finale |

### Groep 2
| datum | thuisclub            | uitslag | uitclub              |
| ----- | -------------------- | ------- | -------------------- |
| 25-05 | TSV 1860 München     | 3-2     | Borussia Dortmund    |
| 25-05 | Borussia Neunkirchen | 3-0     | Hamburger SV         |
| 29-05 | Borussia Dortmund    | 0-0     | Borussia Neunkirchen |
| 29-05 | Hamburger SV         | 3-0     | TSV 1860 München     |
| 01-06 | Borussia Dortmund    | 3-2     | Hamburger SV         |
| 01-06 | TSV 1860 München     | 4-0     | Borussia Neunkirchen |
| 08-06 | Borussia Neunkirchen | 2-1     | TSV 1860 München     |
| 08-06 | Hamburger SV         | 0-1     | Borussia Dortmund    |
| 15-06 | TSV 1860 München     | 2-1     | Hamburger SV         |
| 15-06 | Borussia Neunkirchen | 2-5     | Borussia Dortmund    |
| 18-06 | Borussia Dortmund    | 4-0     | TSV 1860 München     |
| 18-06 | Hamburger SV         | 1-1     | Borussia Neunkirchen |

| Plaats | Club                     | Wed. | W | G | V | Saldo | Ptn.  |
| ------ | ------------------------ | ---- | - | - | - | ----- | ----- |
| 1.     | Borussia Dortmund        | 6    | 4 | 1 | 1 | 15:07 | 09:03 |
| 2.     | TSV 1860 München         | 6    | 3 | 0 | 3 | 10:12 | 06:06 |
| 3.     | Borussia VfB Neunkirchen | 6    | 2 | 2 | 2 | 08:11 | 06:06 |
| 4.     | Hamburger SV             | 6    | 1 | 1 | 4 | 07:10 | 03:09 |

|}

### Finale
|              |                                                        |       |                             |                                                                                |
| 29 juni 1963 | Borussia Dortmund                                      | 3 – 1 | 1. FC Köln                  | Neckarstadion, Stuttgart Toeschouwers: 75.700 Scheidsrechter: Kurt Tschenscher |
| 29 juni 1963 | Dieter Kurrat 9' Reinhold Wosab 57' Alfred Schmidt 65' |       | 74' Karl-Heinz Schnellinger | Neckarstadion, Stuttgart Toeschouwers: 75.700 Scheidsrechter: Kurt Tschenscher |

Het was de allerlaatste keer dat de landstitel beslecht werd in een finale. Borussia Dortmund werd voor de derde keer Duits landskampioen, eerder werd het landskampioenschap in 1956 en 1957 behaald.
Als Duits kampioen nam Borussia Dortmund deel aan de Europacup I 1963/64.
Als DFB-Pokal winnaar nam Hamburger SV deel aan de Europacup II 1963/64.
Aan de Jaarbeursstedenbeker 1963/64 namen Hertha BSC en 1. FC Köln deel.